# Nässjö landskommun
Nässjö landskommun var en tidigare kommun i Jönköpings län.

## Administrativ historik
Landskommunen inrättades ursprungligen år 1863 då 1862 års kommunalförordningar trädde i kraft genom att gamla Nässjö socken i Tveta härad i Småland delades upp i en borgerlig och en kyrklig kommun. 12 augusti 1881 inrättades ett municipalsamhälle inom kommunen, Nässjö municipalsamhälle.
Tätortsdelen bröts ut år 1890 för att bilda Nässjö köping, varvid municipalsamhället upplöstes. Köpingen omvandlades år 1914  till Nässjö stad. Landskommunen kvarstod fram till 1948 då den uppgick i Nässjö stad, som senare 1971 ombildades till Nässjö kommun.

## Politik

### Mandatfördelning i valen 1938-1946
| 8 | 1 | 8 | 3 |

| 20 |

| 9 | 3 | 7 | 1 |

| 20 |

| 8 | 8 | 3 | 1 |

| 19 |